# Telsimia angulata
Telsimia angulata – gatunek chrząszcza z rodziny biedronkowatych i podrodziny Coccinellinae.

## Taksonomia
Gatunek ten opisany został po raz pierwszy w 1889 roku przez Thomasa Blackburna pod nazwą Lipernes angulatus. Jako miejsce typowe wskazano okolice Port Lincoln. W tej samej publikacji Blackburn wprowadził rodzaj Lipernes. Nazwa rodzajowa okazała się jednak młodszym homonimem nazwy wprowadzonej w 1879 roku przez George’a Roberta Waterhouse’a. W 1900 roku Blackburn proponował zastąpienie jej nazwą Notolipernes. Rok wcześniej wprowadzona jednak została przez Thomasa Lincolna Caseya nazwa Telsimia i to ją uznaje się za ważną.

## Morfologia
Chrząszcz o ciele długości od 1,3 do 1,6 mm, od 1,1 do 1,3 raza dłuższym niż szerokim, w zarysie krótko-owalnym, z wierzchu silnie wysklepionym. Ubarwienie ma czarne z niewiele jaśniejszymi czułkami, głaszczkami, stopami i podgięciami pokryw.
Głowa jest silnie poprzeczna, zaopatrzona w duże oczy oraz bardzo krótkie czułki. Powierzchnia głowy jest pokryta nieco większymi od omatidiów punktami oddalonymi o jedną średnicę oraz porośnięta rzadkim, półpokładającym się owłosieniem. 
Przedplecze jest silnie poprzeczne, o krawędzi przedniej silnie pośrodku łukowatej, krawędziach bocznych nierozpłaszczonych i w przedniej połowie nieco bardziej ku przodowi zbieżnych niż w tylnej. Punkty na dysku przedplecza są nieco większe niż na czole i oddalone na swoją średnicę, na jego bokach zaś dwukrotnie większe i często oddalone od siebie o mniej niż średnicę. Owłosienie dysku przedplecza jest półpokładające się i skierowane do przodu, na bokach zaś skierowane przednio-bocznie. Między pokrywami widnieje mała, trójkątna tarczka. Pokrywy są silnie sklepione, niewiele krótsze niż szerokie, o mocno zwężających się ku szczytowi, ale osiągających go epipleurach. Punkty na pokrywach są niewiele większe niż na dysku przedplecza, rozstawione na odległość równą 2–3 swoim średnicom. Owłosienie na pokrywach jest krótkie, półwzniesione, skierowane głównie ku bokom. Przedpiersie ma wyrostek międzybiodrowy pokryty grubymi punktami oddalonym od siebie o mniej niż średnicę. Odnóża wszystkich par u samca mają stopy o rozdwojonych pazurkach z bardzo krótkim ząbkiem wewnętrznym. U samicy wszystkie pazurki mają płytko odkrojony płatek nasadowy.
Odwłok ma pięć widocznych na spodzie sternitów (wentrytów), z których dwa pierwsze są częściowo zespolone, ale z dobrze zaznaczonym szwem. Linie udowe na pierwszym wentrycie są równomiernie zakrzywione. Punkty między biodrami są tak duże jak na śródpiersiu. Wentryt piąty jest tak długi jak te od drugiego do czwartego razem wzięte. Na trzecim i czwartym wentrycie punkty tworzą pojedyncze pośrodkowe szeregi.

## Ekologia i występowanie
Owad endemiczny dla Australii, znany tylko z Australii Południowej i Wiktorii. Zarówno larwy, jak i owady dorosłe są drapieżnikami żerującymi na czerwcach (kokcydofagi), preferującymi przedstawicieli tarcznikowatych.